# Festplattenrekorder
Ein Festplattenrekorder, auch Video Disk Recorder, ist ein Rekorder, der Videos oder Audio digital auf eine Festplatte aufzeichnet. Die meisten Set-Top-Boxen/Receiver haben eine solche Funktion, meist spricht man von PVR (Personal Video Recorder).

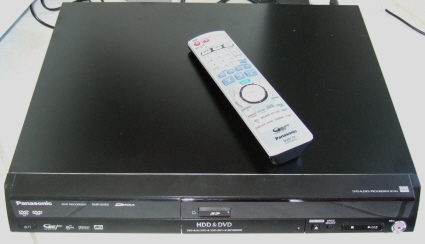
Festplattenrekorder von Panasonic

## Funktionen
Als Weiterentwicklung des herkömmlichen (analogen) Videorekorders, der die Daten – bei den meisten im Heimbereich verwendeten Videosystemen – analog auf Magnetbandkassetten speichert, werden beim Festplattenrekorder die Daten digital auf ein in der Computertechnik übliches Medium, meist also eines Festplattenlaufwerks, aufgenommen. Wird kein digitales Signal zugeführt oder empfangen, so muss der Festplattenrekorder das analoge Signal mittels eines eingebauten Analog/Digital-Wandlers umwandeln.
Die so auf der Festplatte gespeicherten Aufnahmen lassen sich direkt abspielen. Vor- und Zurückspulen entfallen und die Qualität bleibt auch nach mehrfachem Abspielen gleich, da es keine Abnutzung gibt, wie man sie von Videobändern kennt. Mit einem zusätzlichen DVD-Brenner lassen sich die Daten zur Archivierung und zum Austausch auch auf eine DVD brennen.
Insbesondere das zeitversetzte Fernsehen, meist Timeshift genannt, ist eine beliebte Funktion bei Festplattenrekordern. Die zusätzliche Verfügbarkeit einer elektronischen Programmzeitschrift (EPG) vereinfacht die Auswahl der aufzunehmenden Sendungen sehr.
Manche Geräte besitzen einen Schacht für Speicherkarten oder einen USB/eSata-Anschluss, über den man Bilder, Audiodateien und oft auch Filme abspielen und auf die Festplatte im PVR importieren kann. Teilweise, aber nicht bei allen Geräten, ermöglicht der USB-Anschluss von PVRs eine Aufnahme auf ein externes Speichermedium und einen Export von der internen Festplatte auf ein externes Speichermedium.

## Aufnahmekapazität und Festplatten
Festplattenrekorder verfügen über eine Aufzeichnungskapazität von bis zu mehreren hundert Stunden, abhängig von der Kapazität der Festplatte und der Komprimierungsrate der Aufzeichnung.
Die verfügbare Aufzeichnungskapazität ist abhängig von der Aufzeichnungsart. Rekorder, die analoge Signale aufzeichnen, müssen diese erst digitalisieren. Um die Aufzeichnungskapazität zu erhöhen, kann hier die Komprimierung stark erhöht werden, was aber zu einer deutlichen Verschlechterung des Bildes führt. Werden digitale Signale (DVB) aufgezeichnet, werden diese ohne Rechenaufwand direkt gespeichert. Hierbei wird bei SD-Bildmaterial etwa 1,5 bis 3 GB Speicherplatz pro Stunde Video belegt (abhängig von der Enkodierung des Fernsehsenders), bei HD-Aufnahmen kann ein Film, je nach Qualität der Ausstrahlung, auch 6–10 GB oder mehr pro Stunde an Platz einnehmen. Hierbei richtet sich die Größe auch noch nach der ausgestrahlten Audionorm, wie zum Beispiel Dolby Digital oder enthaltene Untertitel.
Mittlerweile gibt es eine große Auswahl an DVB-Festplattenrekordern als Multituner mit bis zu 3 DVB-Empfängern gleichzeitig oder Mischbetrieb zwischen verschiedenen Empfangsarten und mit DVD- oder Blu-Ray-Laufwerk. Auch für terrestrischen Empfang (DVB-T, DVB-T2) gibt es Geräte. Panasonic und Samsung bieten Modelle mit DVD/BluRay-Recorder für Satellitenempfang (DVB-S/DVB-S2) an, Panasonic auch für digitalen Kabelempfang (DVB-C). Seit 2017 bietet Panasonic auch UHD-fähige Geräte mit UHD-Blu-Ray Laufwerken an. Hiermit sind auch Aufnahmen in 4K möglich. In Japan haben Festplattenrecorder einen höheren Marktanteil als in Europa. Mit dem DMR-4X1000 präsentierte Panasonic 2020 dort das erste Gerät mit 10 TB Festplattenkapazität und 8-fach-Tuner.
Erhältlich sind integrierte Festplatten in den marktüblichen Größen (80 GB bis 2 TB). Ebenso werden Rekorder mit einbau-, auswechselbaren oder mobilen Festplatten angeboten. Einige wenige Geräte bieten ein Streamen der Daten ohne Umweg direkt auf einen Server (NAS) über die Netzwerkschnittstelle an.
Inzwischen bieten einige Hersteller für solche digitalen Mediageräte optimierte Festplatten an. Diese sind meist den geänderten Anforderungen entsprechend kühler, leiser, energiesparender und vor allem gegenüber PC-Festplatten daraufhin optimiert, gleichzeitig mehrere groß- und zeitvolumige Datenströme gleichmäßig und kontinuierlich aufzunehmen und wiederzugeben (Streaming).
Neben Festplatten werden oft USB-Sticks als Medium verwendet. Diese sind aber meist bauartbedingt langsam, teuer, mit geringer Kapazität und erlauben oft keine Mehrfachaufnahmen oder kein Timeshift, wenn sie denn überhaupt schnell genug sind.

## Formate der Aufnahmemedien
Ein gewisses Problem stellt die zum Betrieb nötige, grundlegende Formatierung der Festplatte des Geräts dar, da sie u. U. Einschränkungen mit sich bringen kann.
Hier reicht die Palette von FAT32 über Ext2, Ext3, NTFS und JFS bis zu hauseigenen Systemen, je nach Hersteller und verwendetem Betriebssystem. Auch werden die aufgenommenen Dateien gerne in mehrere Teile aufgespalten (d. h. zerstückelt abgespeichert).
Beim veralteten FAT32-Dateisystem beträgt beispielsweise die systembedingte maximale Dateigröße 4 GB. Beim Kopieren eines längeren Filmes auf einen PC erhält man so schnell statt einer zusammenhängenden Datei mehrere Dateien. Daher sind bei Receivern modernere, uneingeschränkte Dateisysteme zu empfehlen, die meist kostenfrei von verschiedenen Betriebssystemen unterstützt werden.
Manche Hersteller splitten allerdings ihre Aufnahmen in jedem Fall, auch wenn das verwendete Dateisystem größere Dateien erlauben würde.

## Persönlicher Videorekorder (PVR)
Ein Persönlicher Videorekorder (PVR) oder englisch Personal Video Recorder [ˈpɜːsənəl ˈvɪdiəʊ ɹɪˈkɔːdə] ist ein Videorekorder mit einem Festplattenlaufwerk statt des üblichen Bandlaufwerks, der sich die Programmvorlieben des Benutzers „merkt“ und ihm ein auf die Festplatte gespeichertes Programm entsprechend dessen Interessen anbietet, häufig in der Kombination mit zeitversetztem Fernsehen, was das Anschauen einer Sendung ermöglicht, auch während diese noch aufgezeichnet wird.

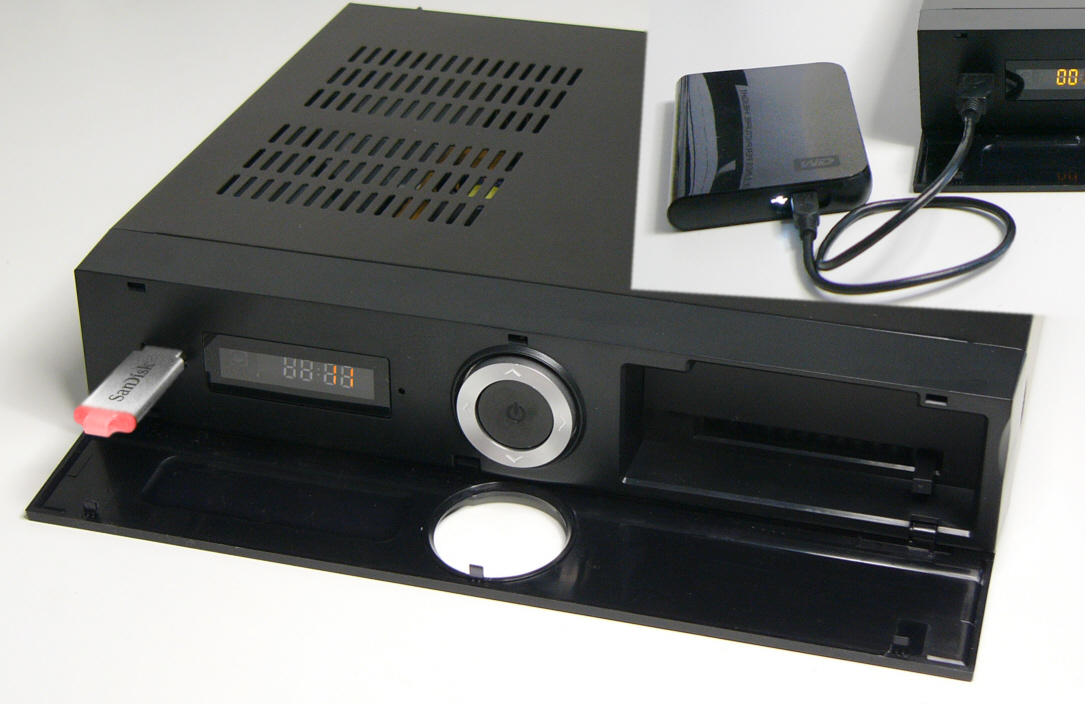
Aufzeichnung eines TV-Programms auf USB-Speichermedien mit einem DVB-Receiver.

PVR werden meist mit einem oder mehreren DVB-Receivern angeboten, wobei der empfangene DVB-Stream unverändert auf der Festplatte abgelegt wird. Eine Ausstattung mit zwei Tunern (Twin-Tuner) erlaubt üblicherweise, ein Programm anzuschauen und gleichzeitig ein anderes aufzunehmen, möglicherweise auch, ein zweites Programm als Bild im Bild anzuschauen, selten auch, zwei unterschiedliche Programme oder Programmbündel gleichzeitig aufzunehmen. Eine Ausstattung eines DVB-PVR mit einem Analogeingang (SCART) ermöglicht in der Regel nicht eine Aufnahme externer Quellen, sondern erlaubt lediglich deren Durchschleifen auf Bildschirme mit zu wenigen Eingängen.
Einige Geräte haben zusätzlich zur Festplatte einen DVD-Rekorder eingebaut. Je nach Gerät erlaubt der DVD-Rekorder einen Wechselspeicher als Aufnahmemedium oder eine Archivierung von Beiträgen, die auf der Festplatte aufgezeichneten wurden. Ein Schneiden und Überspielen des gespeicherten Transportstroms auf DVD lässt sich mit solchen Geräten erheblich leichter realisieren, als den aufgenommenen Film zum Beispiel erst auf einen leistungsstarken PC transferieren zu müssen, um ihn dann mit spezieller Software zu bearbeiten, zu schneiden und dort in einen Programmstrom gemäß DVD-Spezifikation zu konvertieren und außerdem mit Navigationshilfen für einen DVD-Player zu versehen und dann zu brennen.

## Internet-basierter PVR
Neben stationären Geräten ist auch die Nutzung von internetbasierten Videorekordern möglich. Die Geräte stehen in einem an das Internet angeschlossenen Rechenzentrum und werden vom Benutzer über das Internet programmiert. Gelegentlich werden solche Geräte auch als „Network Digital Recorder“ (NDR) bezeichnet. Die aufgenommenen Sendungen können entweder sofort per Streaming oder per Download übertragen werden. Der Netzrekorder kann unbegrenzt viele Programme gleichzeitig aufzeichnen und gibt seinem Nutzer neben der zeitlichen auch eine räumliche Unabhängigkeit vom TV-Programm. Der BGH setzt im Urteil vom 22. April 2009 – I ZR 216/06 – Internetbasierter Videorecorder fest, dass nur derjenige für die Vervielfältigung verantwortlich ist, „der die körperliche Festlegung der Funksendung technisch bewerkstelligt“.

## Alternative: PC-Festplattenrekorder
Als Alternative zu den kommerziellen Fertig-Geräten, die in der Regel schlechter aufrüstbar sind, lässt sich auch ein PC als Rekorder verwenden. Hier unterscheidet man ebenfalls Hard- und Software, die analoge und solche, die digitale Eingangssignale aufzeichnen kann.

### Analog
- Hauppauge WinTV (Windows)
- Hauppauge HD PVR (Windows), (macOS)
- Elgato EyeTV
- LinuxMCE (Linux)
- MediaPortal (Windows)
- MythTV (Linux, macOS, BSD)
- Windows Media Center für Microsoft Windows XP, Microsoft Windows Vista, Microsoft Windows 7 und Microsoft Windows 8
- VDR (Linux)

### Digital (DVB)
- Argus TV (Windows)
- DVBViewer (Windows)
- Elgato EyeTV (nur für Macintosh)
- freevo
- Hauppauge WinTV (Windows)
- Hauppauge HD PVR (Windows), (macOS)
- LinuxMCE (Linux)
- MediaPortal (Windows)
- MythTV (Linux, Mac OS X, BSD)
- Sceneo TVcentral (Windows)
- Tvheadend (Linux)
- TV Mosaic (Windows, macOS, Linux, Raspberry Pi, NAS)
- Tvoon Media Center (Windows)
- VDR (Linux)
- Windows Media Center für Microsoft Windows XP, Microsoft Windows Vista, Microsoft Windows 7 und Microsoft Windows 8